# The Indien (album)
The Indien  is het debuutalbum van de Haagse Indiepopband The Indien. Het album verscheen op 22 maart 2024. 

## Achtergrond
The Indien is in 2014 opgericht, maar een debuutalbum bleef uit. In 2023 werden de singles Be Yours, Sleep When I'm With You en Stay uitgebracht. Het was de bedoeling dat deze nummers tevens zouden verschijnen op een nog uit te brengen debuutalbum in het voorjaar van 2024. Op 8 maart 2024 bracht The Indien nog de single How Many Nights uit, als voorproefje voor het debuutalbum. Op 22 maart 2024 werd het album daadwerkelijk uitgebracht.
Volgens zangeres Rianne Walther is het album een ode aan de 'complexiteit van een lange relatie'. Zelfs na een lange tijd zorgeloos samen zijn, kun je er nog achter komen dat niet alles vanzelfsprekend is. De verschillende nummers van het album slepen je langs alle confrontaties die je in een relatie vanuit andere hoeken laat bekijken. Tijdens het laatste nummer, Sleep When I'm With You, kom je er toch achter dat je alleen maar met diegene wakker wilt worden.
Het album heeft de klank van muziek uit de jaren 80, met invloeden van Fleetwood Mac en The Bangles.

## Tracklist
| 1.                 | 16                      | Walther, De Boer                             | Walther, de Boer, Talsma  | 3:01 |
| 2.                 | Be Yours                | Walther, De Boer, Lambers                    | Van der Klugt, The Indien | 3:15 |
| 3.                 | How Many Nights         | Walther, Talsma, Heij, Lambers, MNEK         | Walther, Talsma, de Boer  | 3:20 |
| 4.                 | Numbers                 | Walther, White                               | White                     | 3:15 |
| 5.                 | Nothing Like You        | Walther, Talsma, Lambers                     | Walther, Talsma, De Boer  | 3:10 |
| 6.                 | Born Again              | Walther, de Boer, Lambers                    | Talsma                    | 3:15 |
| 7.                 | Not Crying              | Walther, de Boer, Lambers, Talsma, Langebaek | Walther, Talsma, de Boer  | 3:07 |
| 8.                 | Stay                    | Walther, de Boer, Talsma, Lambers            | Walther, de Boer, Talsma  | 3:05 |
| 9.                 | Drive You               | Walther, de Boer, Talsma, Lambers            | Walther, Talsma, de Boer  | 3:56 |
| 10.                | Sleep When I'm With You | Walther, Talsma, Langebaek                   | Van der Klugt, The Indien | 2:59 |
| Totale duur: 32:27 |                         |                                              |                           |      |

## Prijzen en nominaties
The Indien werd genomineerd voor een 3FM Award in de categorie beste album.